# Kihnu väin
Kihnu väin (česky Kihnuský průliv) je průliv oddělující ostrov Kihnu od pevninské části Estonska.
Kihnu väin má šířku přibližně 12 km. V průlivu se nachází řada menších ostrovů a ostrůvků, z nichž největší je Manilaid.
Průliv je významným útočištěm vodních ptáků. Vyskytuje se zde 43 druhů, které jsou v Estonsku ohrožené.